# AG-22
Okręt podwodny AG-22 (ros. Подводная лодка "АГ-22") – rosyjski okręt  wojenny Floty Czarnomorskiej Białych. 

## Historia
Okręt został wybudowany według projektu firmy "Electric Boat Со." w stoczni "Barnet Yard" w Vancouver. Początkowo był przeznaczony dla sił morskich Wielkiej Brytanii, ale 19 września 1916 r. kadłub został przeniesiony do zakładów "Ноблесснер" w Tallinnie, gdzie dokończono budowę dla sił morskich Rosji. 21 sierpnia 1917 r. okręt zwodowano. Następnie przepłynął do Władywostoku, a stamtąd koleją przetransportowano go do zakładów "Наваль" w Mikołajowie, gdzie zainstalowano uzbrojenie. Pod koniec 1918 r. ponownie został zwodowany, a do służby bojowej wszedł 5 sierpnia 1919 r. Od 10 września tego roku wchodził w skład Floty Czarnomorskiej Białych. 14 listopada 1920 r. okręt pod dowództwem por. K. Ł. Matyjewicza-Maciewicza ewakuował się z Sewastopola do Konstantynopola, a stamtąd 29 grudnia tego roku przybył do Bizerty. 29 października 1924 r. okręt został przez władze francuskie formalnie zwrócony Sowietom, ale z powodu umów międzynarodowych nigdy to faktycznie nie nastąpiło.Pod koniec lat 20. oddano go na złom.
Jednym z dowódców AG-22 był Konstanty Matyjewicz-Maciejewicz, późniejszy komendant „Daru Pomorza”.